# Statua colossale di Costantino I
La statua colossale di Costantino I, opera composita in marmo e bronzo dorato, fu una delle opere più importanti della scultura romana tardo-antica, alta ben 12 metri.
Databile tra il 313 (anno in cui la basilica venne dedicata a Costantino I) e il 324 (quando nei ritratti dell'imperatore romano comincia ad apparire il diadema), la statua era collocata nella basilica di Massenzio, ove nel 1486, sotto papa Innocenzo VIII, ne furono rinvenuti resti, oggi nel cortile di Palazzo dei Conservatori, ai Musei Capitolini.

## Storia

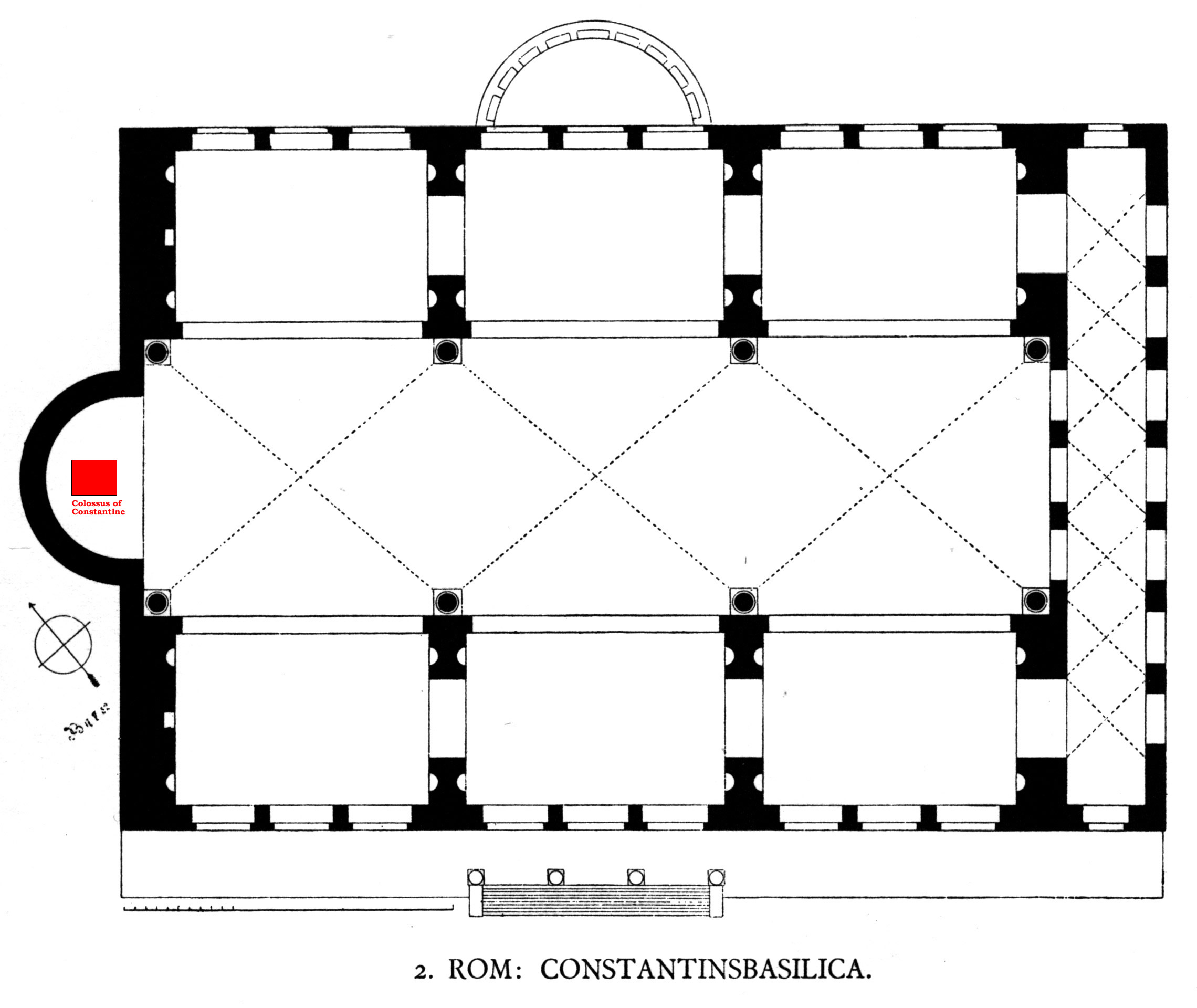
L'abside occidentale della Basilica di Massenzio: la collocazione originale del Colosso è indicata in rosso.

La statua era collocata in origine nell'abside occidentale della basilica di Massenzio, dove furono poi trovati alcuni resti; la mancanza del corpo ha fatto supporre che fosse un acrolito, costruito parte in marmo e parte in bronzo dorato su una struttura portante in legno e mattoni, per un'altezza complessiva che doveva raggiungere i 12 m. La sola testa misura 2,60 m e il piede 2.

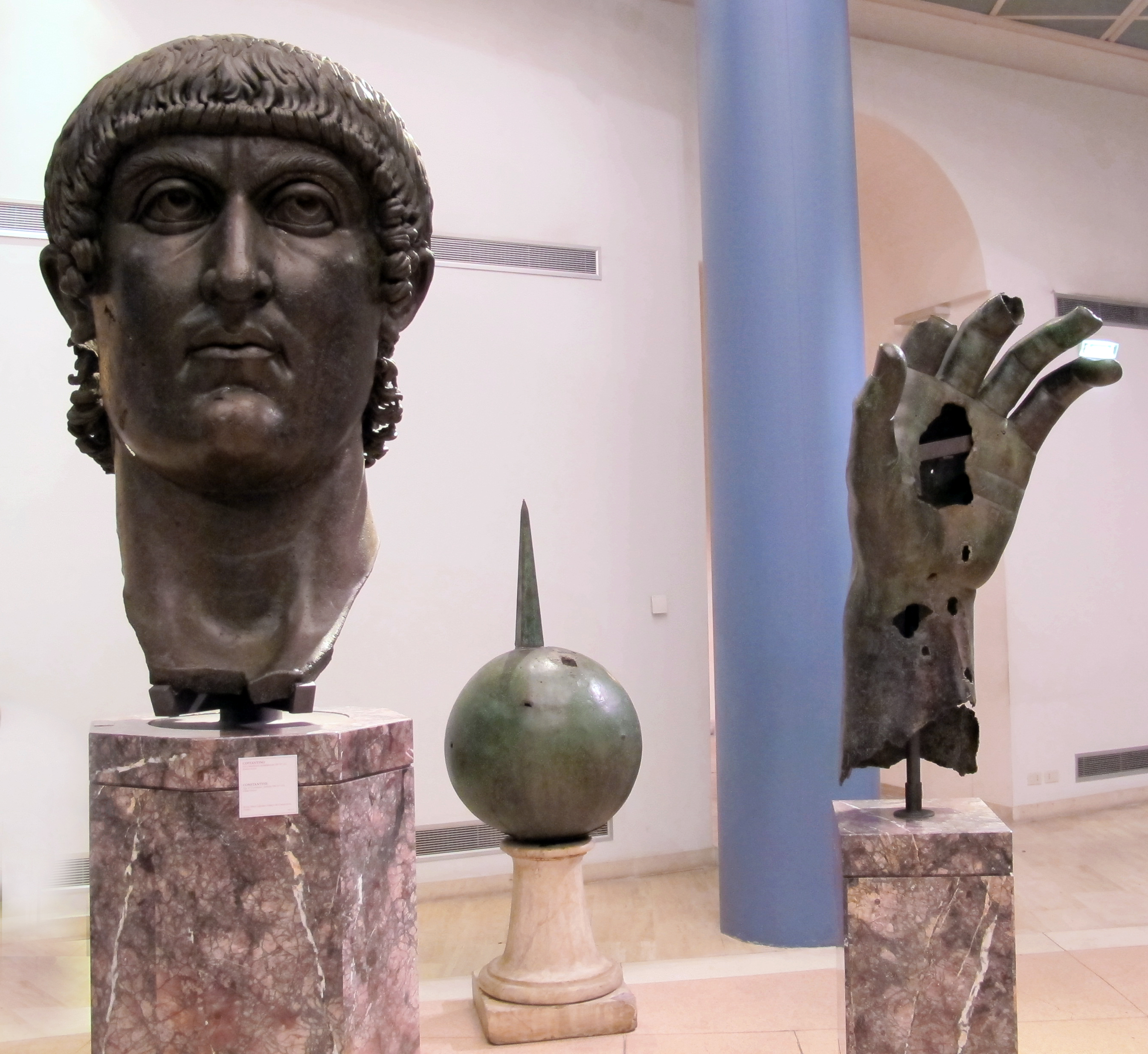
Resti del colosso bronzeo ritraente Costantino o suo figlio Costanzo II, anch'essi ai Musei Capitolini

A Palazzo dei Conservatori si trova anche una testa bronzea colossale raffigurante sempre Costantino o un altro imperatore della sua casata (secondo alcuni il figlio Costanzo II).

## Descrizione

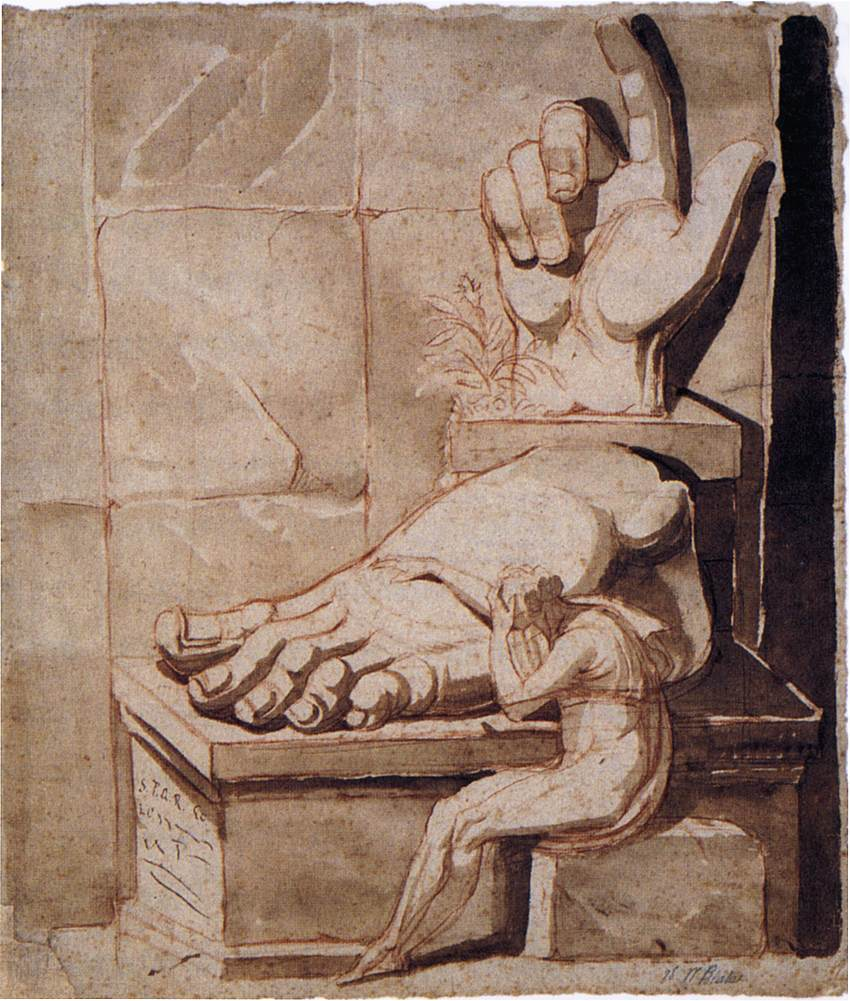
Johann Heinrich Füssli, La disperazione dell'artista davanti alla grandezza delle rovine antiche, 1778-9

Della statua restano: la testa, la mano destra, il gomito destro, entrambe le ginocchia, la caviglia sinistra ed entrambi i piedi.
Si presume che Costantino fosse rappresentato in veste di Giove, seduto in trono,  avvolto nel lungo mantello himation che lasciava scoperti il petto e le parti in marmo sopravvissute; nel braccio destro sollevato, doveva tenere un'asta o scettro, e nell'altra mano un globo. Il globo forse era sormontato in origine da una Vittoria alata, tipica delle statue di Giove e venne sostituita più tardi, con l'imporsi del Cristianesimo,  da una croce.
La testa, che originariamente era ornata da una corona metallica, è grandiosa e solenne. Presenta i caratteri dell'arte romana di quell'epoca, con le tendenze di stilizzazione e semplificazione delle linee: la plastica del volto è più squadrata, con capelli e sopracciglia resi con incisioni nel marmo molto raffinate e "calligrafiche", ma del tutto innaturali; gli occhi sono grandi, quasi smisurati, con la pupilla ben marcata mentre guarda verso l'alto, e sono il punto focale dell'intero ritratto; lo sguardo fisso dell'Imperatore sembra scrutare l'ambiente circostante e dà al ritratto un'apparenza di austerità ultraterrena. I capelli sono trattati come un'unica massa rigonfia solcata profondamente dalle striature che separano alcune ciocche. Il naso è aquilino, le labbra lunghe e sottili, il mento prominente.
A differenza del curato realismo della ritrattistica romana anteriore, la statua mostra un volto idealizzato, nonostante l'impostazione classica, che cerca di rendere un'aura di santità: vi si possono leggere le influenze delle antiche monarchie orientali (Egitto, Persia) per tramite dell'ellenismo nell'iconografia imperiale (l'imperatore - che conserva la carica repubblicana di pontefice massimo - visto come un'emanazione divina, ossia Figlio di Zeus/Osiride), ma anche le tendenze "provinciali" e "plebee" che dal IV secolo divennero molto forti nella cultura romana (funzionari, senatori, ma anche gli stessi imperatori provenivano ormai largamente dalle province).

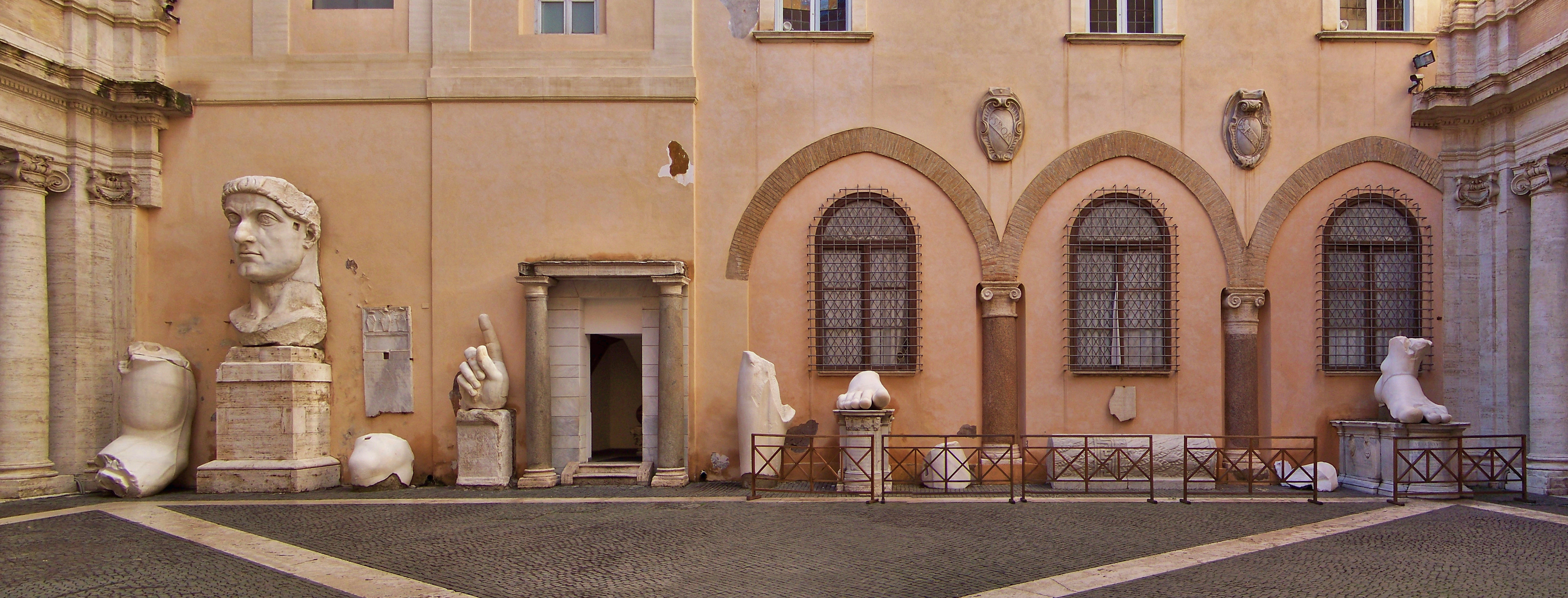
Vista d'insieme dei frammenti. Da sinistra a destra: gomito destro, testa, ginocchio destro, mano destra, caviglia sinistra, piede destro, ginocchio sinistro, piede sinistro
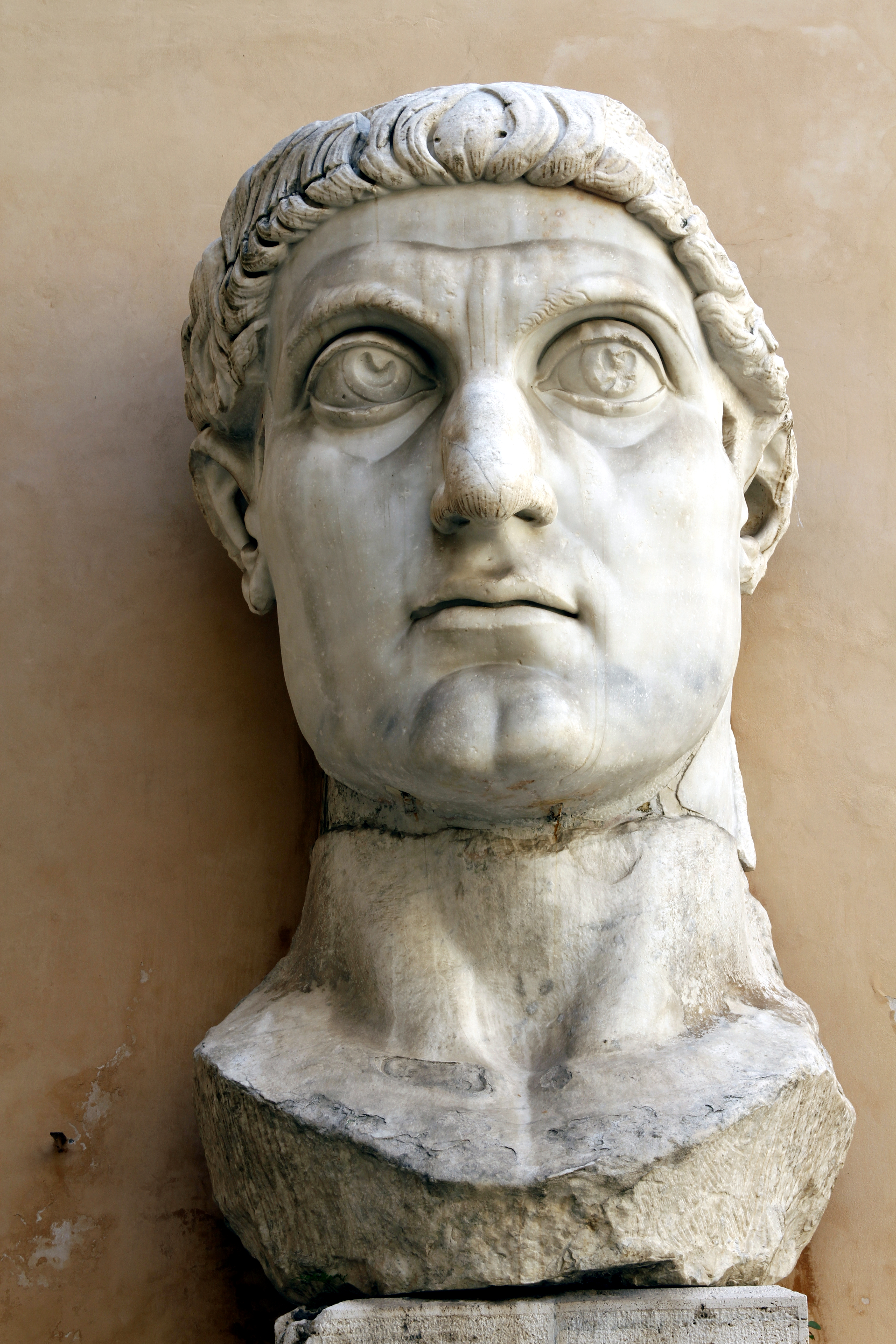
Testa
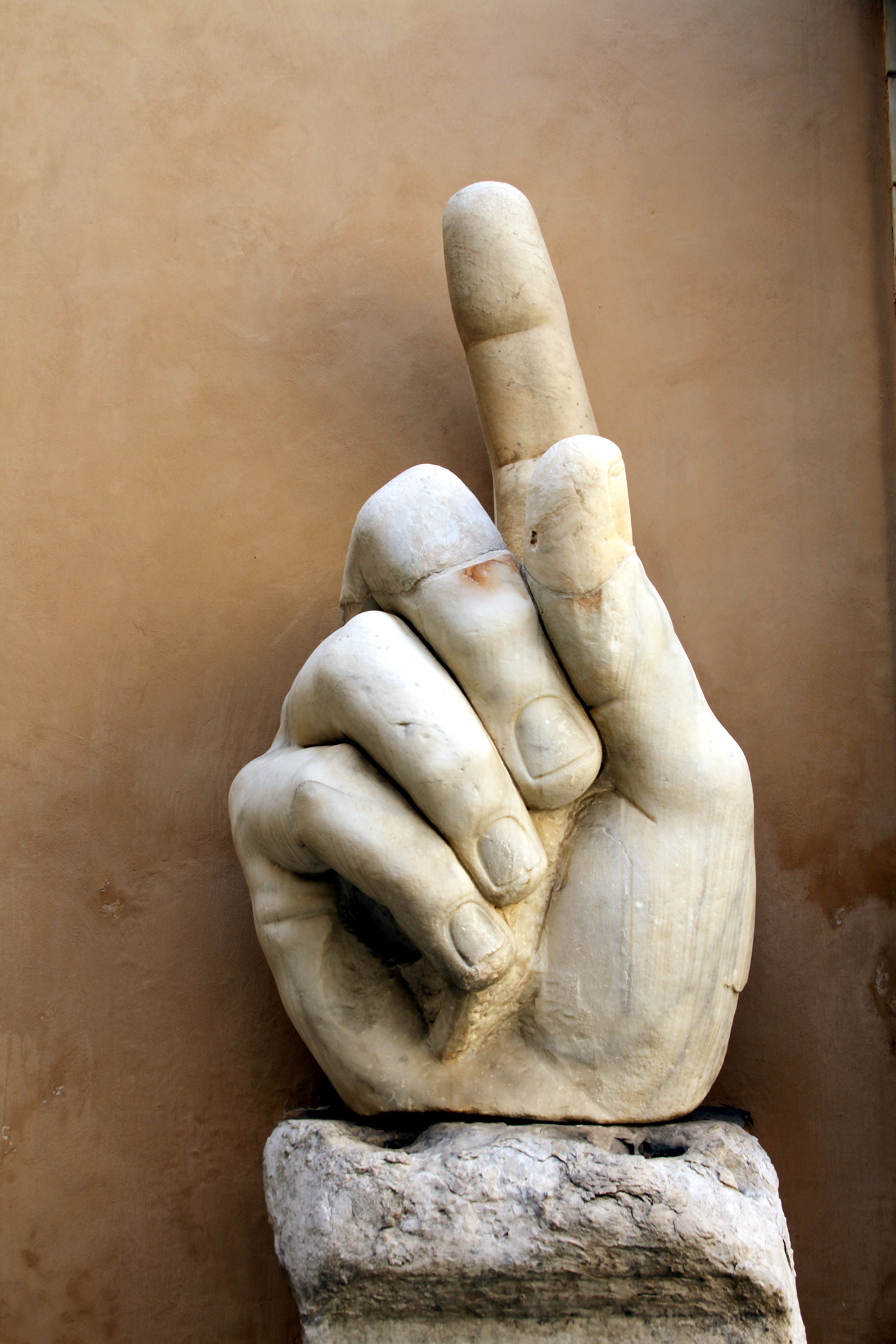
Mano destra
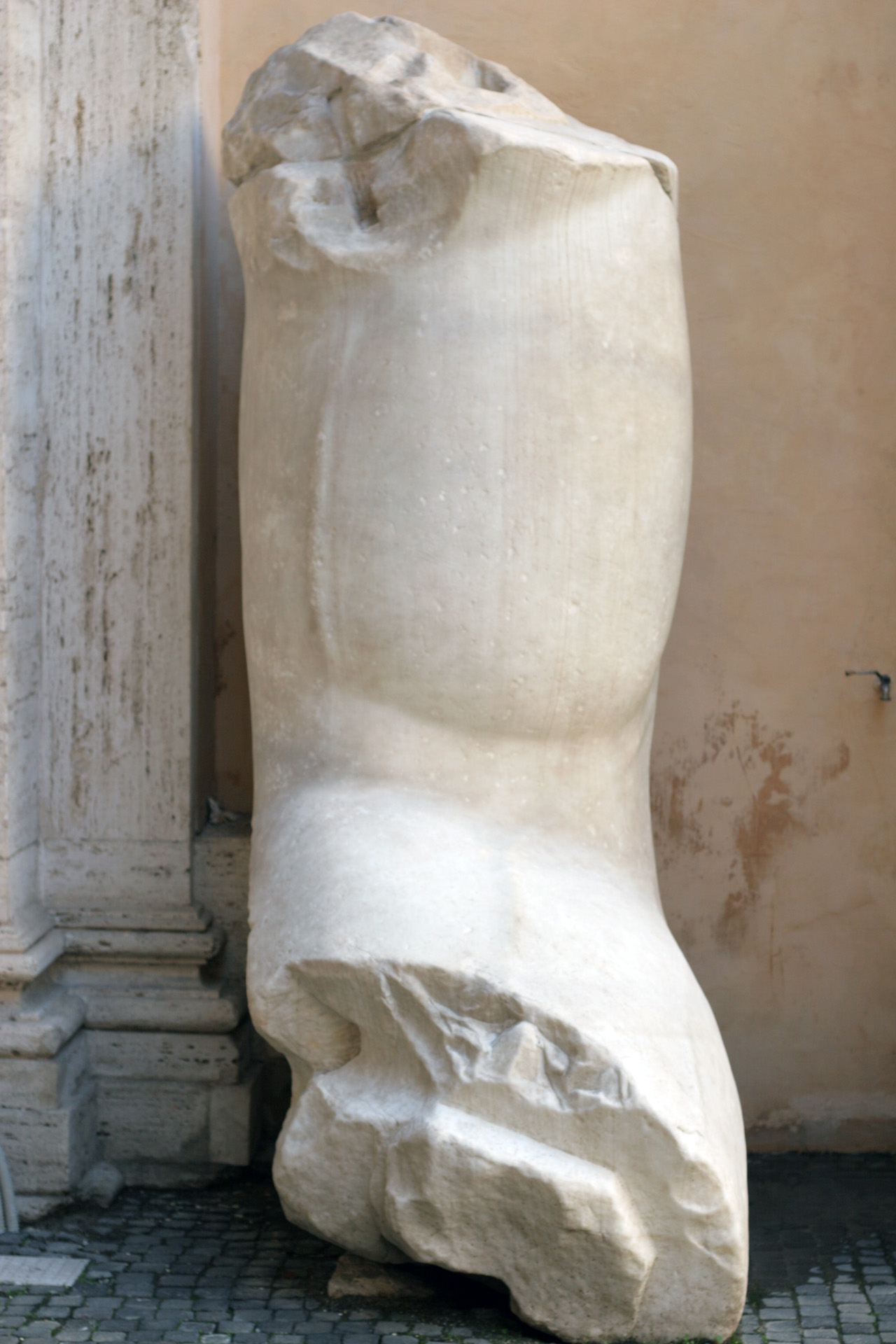
Gomito destro
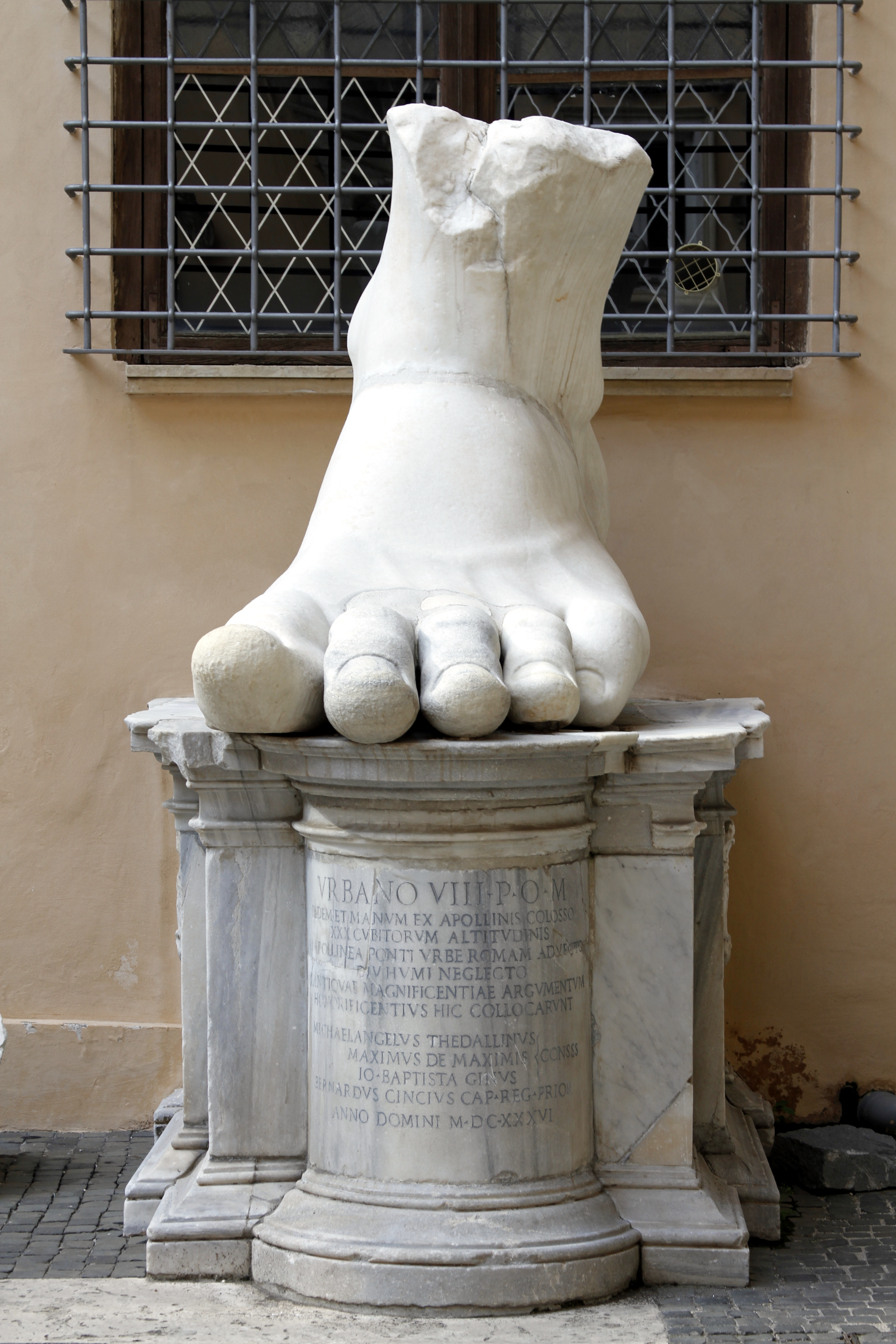
Piede sinistro

## Ricostruzioni

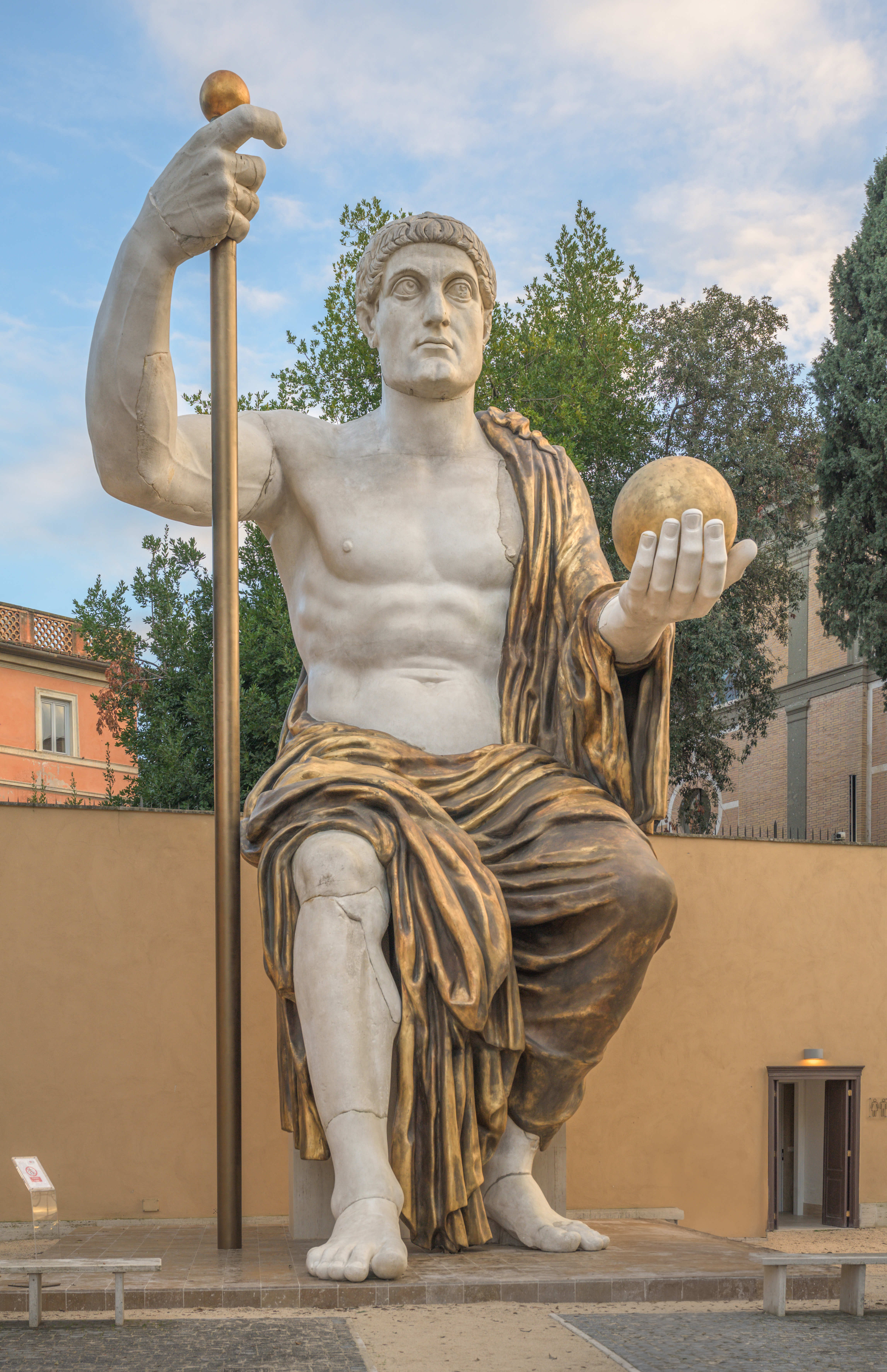
Ricostruzione della statua

Una ricostruzione a grandezza naturale della statua è stata realizzata nel 2022 con materiali moderni ed esposta a Milano in occasione della mostra Recycling Beauty curata da Salvatore Settis, Anna Anguissola e Denise La Monica presso la Fondazione Prada.
La medesima ricostruzione è stata in seguito riproposta ai Musei Capitolini, nel giardino di Palazzo Caffarelli.